# Cyclosa inca
Cyclosa inca är en spindelart som beskrevs av Levi 1999. Cyclosa inca ingår i släktet Cyclosa och familjen hjulspindlar. Inga underarter finns listade i Catalogue of Life.